# 倒回谷の戦い
倒回谷の戦い（とうかいこくのたたかい）は、倒回谷（現在の陝西省西安市藍田県）で行われたモンゴル帝国と金朝との間の戦闘。戦場の地名は史料によって倒廻谷・扇車回とも表記される。
「倒回谷の戦い」は1230年（庚寅/正大7年/太宗2年）末から1231年（辛卯/正大8年/太宗3年）初頭にかけてモンゴル軍と金軍との間で潼関を巡って行われた諸戦闘の総称であり、1230年11月と1231年1月の二度大規模な戦闘があり、いずれもモンゴル軍が敗退している。この戦いは、大昌原の戦いと並んでモンゴル・金戦争における数少ない金側の勝利として知られている。

## 背景
1211年に始まるモンゴルの金朝侵攻は、本来金朝の軍事征服を目的としたものではなかったが、金側の失策もあって最終的に中都一帯までがモンゴルに支配されるに至った。その後、チンギス・カンより東方計略を任じられたムカリは河北各地を転戦して現地の漢人有力者（後の漢人世侯）を服属させ、モンゴルによる中国支配の礎を築いた。しかし、ムカリは1223年に陝西方面への進出に失敗した直後に亡くなり、息子のボオルが跡を継いだもののモンゴルの支配権の拡大は停滞した。更に、1227年にチンギス・カンが死去すると第2代皇帝が選出されるまでに1年半ほどの時間がかかり、中国史上で「拖雷（トルイ）監国期」と呼ばれるこの期間中、モンゴル軍の一部隊が1228年（正大5年/監国元年）3月に始めて金軍に正面から敗北を喫した（第一次大昌原の戦い）。
1229年に第2代皇帝として即位したオゴデイは即位後最初の大事業として金朝の完全征服を宣言し、まずドゴルク・チェルビらを先遣隊として派遣した。しかしこの先遣隊は1230年正月に紇石烈牙吾塔・移剌蒲阿らの攻撃を受けて慶陽の奪取に失敗し（第二次大昌原の戦い）、また同年中には潞州でムカリの孫のタシュ、衛州で史天沢ら漢人世侯がそれぞれ敗退しモンゴル軍の侵攻は不調に終わった。しかし敗退した諸軍はあくまで先遣隊に過ぎず、同年秋にモンゴル軍は伝統の3軍体制に基づいて右翼をトルイが、左翼をテムゲ・オッチギンが、中央軍を皇帝オゴデイ自らが率いる遠征軍が編成された。この内最も重要な役割を有していたのがトルイ率いる右翼軍で、右翼軍は金朝の首都の開封の後背をつくために陝西地方の要衝である鳳翔を包囲した。しかし鳳翔の守りは堅固で数カ月経っても陥落せず、この間に開封への進軍路を探るべく右翼軍の別働隊が潼関を突破しようとして引き起こされたのが倒回谷の戦いであった。

## 戦闘

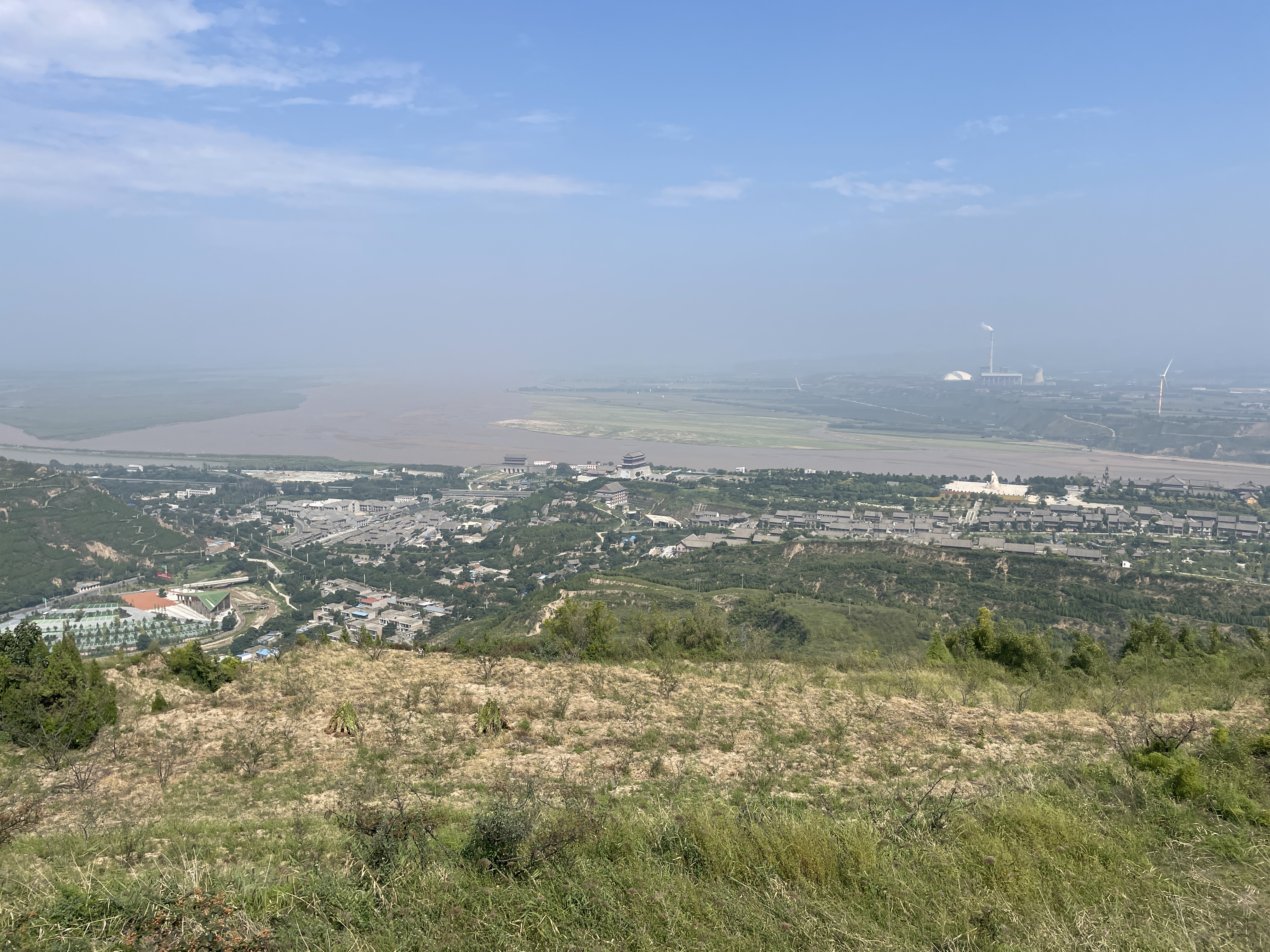
現代の潼関跡地の眺望

『大金国志』によると、1230年末にモンゴル右翼軍は潼関を突破せんと攻撃を仕掛けたが失敗したため、4万の人夫によって間道を切り拓き潼関を迂回する作戦を取った。商於（現在の淅川県）の山間部を切り拓いたモンゴル軍は藍田関南部の倒回谷まで進出したが、同年11月にモンゴル軍の動きを察知した完顔合達（芮公）によって撃退され1万余りの兵と数万の馬を失う大敗を喫した（第一次倒回谷の戦い）。また『遺山先生文集』収録の「希顔墓銘」によると敗れて谷底に落ちたモンゴル兵の数は数えきれず、淝水の戦いにも比せられる大勝利であったが、諸将の間の意見の不一致により金軍はモンゴル軍を追撃しなかったという。一時は「金朝中興の望みが出た」と言われるほどの勝利であったにもかかわらず、追撃ができず戦果を拡大できなかったことを、後に鳳翔の陥落が決定的になった時に始めて朝廷は悔やんだと伝えられている。なお、モンゴル側の史料である『元史』太宗本紀はこの時の戦闘について、「11月、師は潼関・藍田関を攻めるも勝てず（師攻潼関・藍関、不克）」と簡単に記すに留まっている。
しかしモンゴル軍は潼関の突破を諦めておらず、年が明けて1231年正月にルーシ遠征等で名高いスブタイが再度盧氏・朱陽（現在の盧氏県）まで進出してきた。なお、盧氏・朱陽は潼関から見て東南に位置し、前年末は真っ直ぐに東進しようとして失敗したことから、スブタイは南よりに迂回して進軍しようとしたものと見られる。しかし間道を進むスブタイ軍は100里余りにわたって軍を散開せざるを得ないという弱点を有しており、潼関総帥の納合買住とその配下の夾谷移迪烈・都尉の高英らによって侵攻を阻まれてしまった。更に、納合買住の派遣した援軍要請によって完顔陳和尚率いる忠孝軍1千・都尉の夾谷沢率いる軍1万が到着したことによってスブタイ軍は潰走し、金軍は谷口まで追撃した上で大勝利（大捷）を朝廷に報告した（第二次倒回谷の戦い）。なお、この時の戦場を「雍古公神道碑銘」は「扇車回」とも表記している。戦後、この戦闘の功績により完顔陳和尚は中郎に昇格となっている。

## 戦後
二度にわたる敗北を喫したモンゴル軍は潼関への進出を諦めて鳳翔の攻囲に注力し、鳳翔が陥落すると南宋領を大きく迂回する作戦を取って遂に金軍の後背をつくことに成功した。『金史』白華伝などでは鳳翔の陥落をモンゴル・金戦争の大きな転換点と見なしており、倒回谷での勝利にもかかわらず潼関から積極的に出撃しようせず、実質的に鳳翔を見殺しにした完顔合達・移剌蒲阿らの判断こそが金朝の敗因であったと言外に述べる。
また、『元史』スブタイ伝には「スブタイが潼関攻めに失敗したことをオゴデイ・カアンが責めた時、トルイが新たな功績を立てることで挽回するよう取りなした」逸話が伝えられているが、「潼関攻めの失敗」とはまさに第二次倒回谷の戦いでの敗戦を指すものと考えられている。
なお、『元朝秘史』251節にはチンギス・カン時代の第一次金朝侵攻における「潼関の戦い」の記述があるが、「トルイ軍とイレ（＝移剌蒲阿）・カダ（＝完顔合達）・ホホトゲル（＝完顔陳和尚？）ら金軍が戦った」という内容はむしろ「倒回谷の戦い」のに近く、『元朝秘史』はチンギス・カン時代の「潼関の戦い」とオゴデイ時代の「倒回谷の戦い」を混同しているようである。